# Loony on the Bus
Loony on the Bus è il quindicesimo album di Roy Harper, pubblicato nel 1988.

## Tracce
1. "No Change" - 3:21
2. "Sail Away" - 4:47)
3. "I Wanna Be Part Of The News" - 3:33
4. "Burn The World [Part 1]" - 5:03
5. "Casualty" - 3:55
6. "Cora" - 3:22
7. "Playing Prison" - 4:11
8. "Looney On The Bus" - 3:48
9. "Come Up And See Me" - 4:21
10. "The Flycatcher" - 3:54
11. "Squares Boxes" - 4:00